# Hintereisferner

Kaart 1899

De Hintereisferner is een gletsjer in de Oostenrijkse Ötztaler Alpen. Met een oppervlakte van 8,55 km² (2006) is het een van de grootste gletsjers van Tirol.
De Hintereisferner ligt ten noorden van de hoofdkam van de Ötztaler Alpen aan het eind van het Rofental, een voortzetting van het Venter Tal, dat op zijn beurt een zijdal van het Ötztal is. Vanaf de 3739 meter hoge Weißkugel in het westen strekt de Hintereisferner zich over een lengte van zeven kilometer (2003) eerst uit richting oosten, later richting noordoosten het Rofental in.
Het 3356 meter hoge Weißkugeljoch tussen de Langtauferer Spitze en de Weißkugel verbindt de gletsjer met de Langtauferer Ferner. Tot voor enkele jaren was de Hintereisferner ook verbonden met de Langtauferer-Joch-Ferner, toen laatstgenoemde gletsjer op een hoogte van 2700 tot 2800 meter vanuit het noordwesten in de Hintereisferner uitmondde. In 1999 waren beide gletsjers voor het laatst met elkaar verbonden. De Hintereisferner is een typische alpiene dalgletjser met een lange tong, die in een gelijkmatig dalend trogdal gelegen is. Het gletsjergebied van de Hintereisferner wordt in het zuidoosten begrensd door de toppen van de Im Hinteren Eis (3270 meter), Teufelsegg (3226 meter) en de Innere Quellspitze (3514 meter).
Gepatschferner · Grinner Ferner · Gurgler Ferner · Guslarferner · Hintereisferner · Hintertuxer Gletscher · Hochjochferner · Kesselwandferner · Mittelbergferner · Niederjochferner · Pasterze ·  Rettenbachferner · Stubaier Gletscher · Taschachferner · Vernagtferner